# Belus Smawley
Belus Van Smawley (Ellenboro, Carolina del Norte, 20 de marzo de 1918 - Mooresville, Carolina del Norte, 24 de abril de 2003) fue un jugador y entrenador de baloncesto estadounidense que disputó seis temporadas entre la BAA y la NBA. Con 1,85 metros de estatura, jugaba en la posición de escolta. Está considerado como uno de los pioneros en el tiro en suspensión a canasta.

## Trayectoria deportiva

### Universidad
Jugó durante su trayectoria universitaria con los Mountaineers de la Universidad Appalachian State, siendo elegido en 1943 Mejor Jugador del Torneo de Baloncesto de la NAIA. En su última temporada, debido a las llamadas para el servicio militar, se vio obligado a actuar como jugador-entrenador.

### Profesional
Tras pasar dos años en el servicio militar, en 1946 fichó por los St. Louis Bombers de la BAA, con los que jugó cuatro temporadas, todas ellas entre los mejores anotadores del equipo. La más destacada fue la 1948-49, en la que promedió 15,5 puntos y 3,1 asistencias por partido, siendo el sexto máximo anotador de la liga, sólo superado por George Mikan, Joe Fulks, Max Zaslofsky, Arnie Risen y Kenny Sailors.
Tras la desaparición del equipo de los Bombers en 1950, se produjo un draft de dispersión, siendo elegido por los Syracuse Nationals, quienes mediada la temporada lo traspasaron a los Baltimore Bullets. Allí jugó dos temporadas más, liderando al equipo en anotación en la primera de ellas, al promediar 13,8 puntos por encuentro.

## Estadísticas de su carrera en la NBA

### Temporada regular
| Temporada | Edad | Equipo             | Liga  | Pos. | P   | TIT | MIN  | TC  | TCA  | %TC  | 3P | 3PA | %3P | TL  | TLA | %TL  | R.OF. | R.DEF. | REB | ASIS | ROB | TAP | PER | FP  | PTS  |
| 1946-47   | 28   | St. Louis Bombers  | BAA   | SG   | 22  |     |      | 5.1 | 16.0 | .321 |    |     |     | 1.6 | 2.1 | .766 |       |        |     | 0.5  |     |     |     | 1.7 | 11.9 |
| 1947-48   | 29   | St. Louis Bombers  | BAA   | SG   | 48  |     |      | 4.4 | 14.3 | .308 |    |     |     | 2.3 | 3.1 | .740 |       |        |     | 0.4  |     |     |     | 1.8 | 11.1 |
| 1948-49   | 30   | St. Louis Bombers  | BAA   | SG   | 59  |     |      | 6.0 | 16.0 | .372 |    |     |     | 3.6 | 4.8 | .747 |       |        |     | 3.1  |     |     |     | 2.5 | 15.5 |
| 1949-50   | 31   | St. Louis Bombers  | NBA   | SG   | 61  |     |      | 4.7 | 13.6 | .345 |    |     |     | 4.3 | 5.1 | .828 |       |        |     | 3.5  |     |     |     | 2.6 | 13.7 |
| 1950-51   | 32   | TOTAL              | NBA   | SG   | 60  |     |      | 4.2 | 11.1 | .380 |    |     |     | 3.8 | 4.5 | .850 |       |        | 3.0 | 2.7  |     |     |     | 2.4 | 12.2 |
| 1950-51   | 32   | Syracuse Nationals | NBA   | SG   | 16  |     |      | 2.5 | 7.4  | .339 |    |     |     | 2.8 | 3.4 | .815 |       |        | 3.0 | 2.3  |     |     |     | 2.3 | 7.8  |
| 1950-51   | 32   | Baltimore Bullets  | NBA   | SG   | 44  |     |      | 4.8 | 12.4 | .389 |    |     |     | 4.2 | 4.8 | .859 |       |        | 3.0 | 2.8  |     |     |     | 2.5 | 13.8 |
| 1951-52   | 33   | Baltimore Bullets  | NBA   | SG   | 11  |     | 12.6 | 1.2 | 5.7  | .206 |    |     |     | 1.3 | 1.5 | .824 |       |        | 1.6 | 0.7  |     |     |     | 0.8 | 3.6  |
| Total     |      |                    | TOTAL |      | 261 |     | 12.6 | 4.7 | 13.6 | .347 |    |     |     | 3.3 | 4.1 | .797 |       |        | 2.8 | 2.3  |     |     |     | 2.2 | 12.7 |
|           |      |                    | NBA   |      | 132 |     | 12.6 | 4.2 | 11.8 | .354 |    |     |     | 3.8 | 4.5 | .838 |       |        | 2.8 | 2.9  |     |     |     | 2.4 | 12.2 |
|           |      |                    | BAA   |      | 129 |     |      | 5.2 | 15.4 | .341 |    |     |     | 2.8 | 3.7 | .747 |       |        |     | 1.6  |     |     |     | 2.1 | 13.3 |

### Playoffs
| Temporada | Edad | Equipo            | Liga | Pos. | P  | TIT | MIN | TC  | TCA  | %TC  | 3P | 3PA | %3P | TL  | TLA | %TL  | R.OF. | R.DEF. | REB | ASIS | ROB | TAP | PER | FP  | PTS  |
| 1946-47   | 28   | St. Louis Bombers | BAA  | SG   | 3  |     |     | 7.7 | 23.7 | .324 |    |     |     | 2.0 | 3.7 | .545 |       |        |     | 0.3  |     |     |     | 4.0 | 17.3 |
| 1947-48   | 29   | St. Louis Bombers | BAA  | SG   | 6  |     |     | 4.3 | 14.3 | .302 |    |     |     | 2.3 | 3.0 | .778 |       |        |     | 0.3  |     |     |     | 2.5 | 11.0 |
| 1948-49   | 30   | St. Louis Bombers | BAA  | SG   | 2  |     |     | 2.5 | 6.0  | .417 |    |     |     | 0.0 | 0.0 |      |       |        |     | 0.0  |     |     |     | 2.0 | 5.0  |
| Total     |      |                   | BAA  |      | 11 |     |     | 4.9 | 15.4 | .320 |    |     |     | 1.8 | 2.6 | .690 |       |        |     | 0.3  |     |     |     | 2.8 | 11.6 |